# الشليشات
الشليشات مزرعة في قرية علية عليان في ناحية جب الجراح التابعة لمنطقة المخرّم في محافظة حمص في سورية.